# Кортильоне
Кортильоне (итал. Cortiglione) — коммуна в Италии, располагается в регионе Пьемонт, в провинции Асти.
Население составляет 593 человека (2008 г.), плотность населения составляет 70 чел./км². Занимает площадь 8 км². Почтовый индекс — 14040. Телефонный код — 0141.
Покровительницей коммуны почитается Пресвятая Богородица (Дева Мария Розария), празднование 7 октября.

## Демография
Динамика населения:

## Администрация коммуны
- Официальный сайт: http://www.comune.cortiglione.at.it